# Lee Davis
Lee Ommie Davis (Raleigh, Carolina del Norte, 11 de octubre de 1945) es un exjugador de baloncesto estadounidense que disputó ocho temporadas en la ABA. Con 2,03 metros de estatura, jugaba en las posiciones de ala-pívot o pívot.

## Trayectoria deportiva

### Universidad
Jugó durante cuatro temporadas en los Eagles de la Universidad de Carolina del Norte Central, en las que promedió 15,3 puntos y 12,9 rebotes por partido.

### Profesional
Fue elegido en el puesto 133 del Draft de la NBA de 1968 por Phoenix Suns, y también por los New Orleans Buccaneers en el draft de la ABA, fichando por estos últimos.
A pesar de que apenas disputaba más de 8 minutos por partido, fue seleccionado para disputar el All-Star Game de 1970. Los nueve minutos que disputó y los tres puntos que consiguió superaron la media de esa temporada.
Pero a poco del comienzo de la temporada 1972-73, con el equipo recolocado en Memphis bajo la denominación de Memphis Tams, el pívot titular, Randy Denton, se lesionó en una mano, y Davis aprovechó su ocasión, actuando como uno de los tiradores más seguros de la liga, y acabando la temporada promediando 13,3 puntos y 7,8 rebotes por partido, cifras que prácticamente multiplicaban por cuatro lo logrado en las cuatro temporadas anteriores.
En 1974 fue traspasado a los San Diego Conquistadors, donde jugó hasta que la franquicia quebró recién iniciada la temporada siguiente.

## Estadísticas de su carrera en la ABA

### Temporada regular
| Temporada | Edad | Equipo                  | Liga | Pos. | P   | TIT | MIN  | TC  | TCA  | %TC  | 3P  | 3PA | %3P  | 2P  | 2PA  | %2P  | TL  | TLA | %TL  | R.OF. | R.DEF. | REB | ASIS | ROB | TAP | PER | FP  | PTS  |
| 1968-69   | 23   | New Orleans Buccaneers  | ABA  | PF   | 65  |     | 8.8  | 1.4 | 3.5  | .388 | 0.0 | 0.1 | .250 | 1.3 | 3.4  | .390 | 0.7 | 1.4 | .500 | 1.1   | 2.0    | 3.1 | 0.3  |     |     | 0.5 | 1.3 | 3.4  |
| 1969-70 ★ | 24   | New Orleans Buccaneers  | ABA  | PF   | 16  |     | 8.0  | 1.0 | 2.3  | .444 | 0.0 | 0.0 |      | 1.0 | 2.3  | .444 | 0.5 | 0.9 | .533 | 0.6   | 1.9    | 2.5 | 0.1  |     |     | 0.3 | 1.9 | 2.5  |
| 1970-71   | 25   | Memphis Pros            | ABA  | PF   | 75  |     | 12.3 | 2.6 | 5.7  | .457 | 0.0 | 0.0 | .000 | 2.6 | 5.7  | .459 | 0.8 | 1.6 | .538 | 1.6   | 1.7    | 3.3 | 0.8  |     |     | 0.9 | 2.3 | 6.1  |
| 1971-72   | 26   | Memphis Pros            | ABA  | PF   | 58  |     | 9.5  | 1.7 | 4.0  | .437 | 0.0 | 0.1 | .125 | 1.7 | 3.8  | .448 | 0.4 | 0.7 | .581 | 1.2   | 1.9    | 3.1 | 0.4  |     |     | 0.4 | 1.6 | 3.9  |
| 1972-73   | 27   | Memphis Tams            | ABA  | PF   | 78  |     | 27.1 | 5.8 | 11.2 | .520 | 0.0 | 0.0 | .000 | 5.8 | 11.1 | .522 | 1.7 | 2.7 | .627 | 2.9   | 4.9    | 7.8 | 1.1  |     |     | 1.2 | 3.4 | 13.3 |
| 1973-74   | 28   | Memphis Tams            | ABA  | C    | 79  |     | 20.7 | 3.4 | 7.5  | .451 | 0.0 | 0.1 | .250 | 3.4 | 7.4  | .452 | 1.2 | 1.9 | .645 | 1.8   | 3.5    | 5.3 | 1.8  | 0.4 | 0.5 | 1.3 | 3.0 | 8.0  |
| 1974-75   | 29   | San Diego Conquistadors | ABA  | PF   | 75  |     | 24.5 | 5.2 | 9.8  | .528 | 0.1 | 0.2 | .250 | 5.1 | 9.6  | .534 | 1.5 | 2.3 | .669 | 2.4   | 4.2    | 6.6 | 1.5  | 0.5 | 0.5 | 1.2 | 2.4 | 11.9 |
| 1975-76   | 30   | San Diego Sails         | ABA  | PF   | 7   |     | 7.3  | 0.3 | 1.6  | .182 | 0.0 | 0.0 |      | 0.3 | 1.6  | .182 | 0.1 | 0.3 | .500 | 0.0   | 0.7    | 0.7 | 0.1  | 0.0 | 0.0 | 0.1 | 1.7 | 0.7  |
| Total     |      |                         | ABA  |      | 453 |     | 17.2 | 3.3 | 6.9  | .482 | 0.0 | 0.1 | .189 | 3.3 | 6.8  | .486 | 1.1 | 1.8 | .607 | 1.8   | 3.0    | 4.8 | 1.0  | 0.4 | 0.5 | 0.9 | 2.4 | 7.8  |

### Playoffs
| Temporada | Edad | Equipo                 | Liga | Pos. | P | TIT | MIN | TC  | TCA | %TC  | 3P  | 3PA | %3P  | 2P  | 2PA | %2P  | TL  | TLA | %TL   | R.OF. | R.DEF. | REB | ASIS | ROB | TAP | PER | FP  | PTS |
| 1968-69   | 23   | New Orleans Buccaneers | ABA  | PF   | 8 |     | 8.6 | 1.6 | 4.1 | .394 | 0.0 | 0.1 | .000 | 1.6 | 4.0 | .406 | 0.8 | 1.4 | .545  |       |        | 4.0 | 0.8  |     |     | 0.6 | 1.6 | 4.0 |
| 1970-71   | 25   | Memphis Pros           | ABA  | PF   | 1 |     | 2.0 | 0.0 | 2.0 | .000 | 0.0 | 0.0 |      | 0.0 | 2.0 | .000 | 2.0 | 2.0 | 1.000 | 1.0   | 0.0    | 1.0 | 0.0  |     |     | 0.0 | 1.0 | 2.0 |
| Total     |      |                        | ABA  |      | 9 |     | 7.9 | 1.4 | 3.9 | .371 | 0.0 | 0.1 | .000 | 1.4 | 3.8 | .382 | 0.9 | 1.4 | .615  | 1.0   | 0.0    | 3.7 | 0.7  |     |     | 0.6 | 1.6 | 3.8 |